# Liste der Anime-Titel/R

## R
| Name                                                                            | Alternative Namen | Veröffentlichungsjahr | Studio(s)                           |
| ------------------------------------------------------------------------------- | --- | --------------------- | ----------------------------------- |
| Ragnarok The Animation (26 Folgen)                                              | ラグナロク ジ アニメーション, RTA                                                                                      | 2004 als Fernsehserie | G&G Entertainment                   |
| RahXephon (26 Folgen)                                                           | ラーゼフォン | 2001 als Fernsehserie | Studio Bones                        |
| ↳ RahXephon: Tagen Hensōkyoku                                                   | ラーゼフォン 多元変奏曲                                                                                                | 2003 als Film         | Studio Bones                        |
| Rail Wars! (12 Folgen)                                                          | RAIL WARS! | 2014 als Fernsehserie | Passione                            |
| Rainbow: Nisha Rokubō no Shichinin (26 Folgen)                                  | RAINBOW 二舎六房の七人                                                                                                 | 2010 als Fernsehserie | Madhouse                            |
| Rainbow Days (24 Folgen)                                                        | 虹色デイズ, Nijiiro Deizu                                                                                              | 2016 als Fernsehserie | Production Reed                     |
| Rakudai Kishi no Cavalry (12 Folgen)                                            | 落第騎士の英雄譚, Rakudai Kishi no Kyabaruri                                                                           | 2015 als Fernsehserie | Silver Link, Nexus                  |
| Rakugo Tennyo O-Yui (12 Folgen)                                                 | 落語天女おゆい | 2006 als Fernsehserie | TNK                                 |
| Rampo Kitan: Game of Laplace (11 Folgen)                                        | 乱歩奇譚 Game of Laplace                                                                                               | 2015 als Fernsehserie | Lerche                              |
| Ranma ½ (18 Folgen)                                                             | らんま1/2 | 1989 als Fernsehserie | Kitty Film, Studio Deen             |
| ↳ Ranma ½ Nettōhen (143 Folgen)                                                 | らんま1/2 熱闘編 | 1989 als Fernsehserie | Kitty Film, Studio Deen             |
| ↳ Ranma ½: Nettō Utagassen (2 Folgen)                                           | らんま1/2 熱闘歌合戦                                                                                                   | 1990 als Special      | Kitty Film, Studio Deen             |
| ↳ Ranma ½ – Big Trouble in Nekonron, China                                      | らんま1/2 中国寝崑崙大決戦! 掟やぶりの激闘篇!!, Ranma ½: Chūgoku Nekonron Daikessen! Okite Yaburi no Gekitō-hen        | 1991 als Film         | Kitty Film, Studio Deen             |
| ↳ Ranma ½ – Nihao My Concubine                                                  | らんま1/2 決戦桃幻郷! 花嫁を奪りもどせ!!, Ranma ½: Kessen Tōgenkyō! Hanayome o Torimodose!!                            | 1992 als Film         | Kitty Film, Studio Deen             |
| ↳ Ranma ½: Chōmusabetsu Kessen! Ranma Team vs. Densetsu no Hōō                  | らんま1/2 超無差別決戦! 乱馬チームVS伝説の鳳凰                                                                         | 1993 als Film         | Studio Deen, Kitty Film             |
| ↳ Ranma ½: Tendō-ke no Oyobidenai Yatsura! (eine Folge)                         | らんま1/2 天道家のおよびでない奴ら!                                                                                    | 1992 als Special      | Kitty Film, Studio Deen             |
| ↳ Ranma ½ 1994 Music Calendar (eine Folge)                                      | | 1993 als Special      | Kitty Film, Studio Deen             |
| ↳ Ranma ½: TV Titles (eine Folge)                                               | らんま1/2 TVタイトルズ                                                                                                 | 1993 als Special      | Kitty Film, Studio Deen             |
| ↳ Ranma ½ Totteoki Talk: Best of Memories (eine Folge)                          | らんま1/2 とっておきトーク ベスト・オブ・メモリーズ                                                                    | 1993 als Special      | Kitty Film                          |
| ↳ Ranma ½: Shampoo Hyōhen! Henten Hōshu no Wazawai (eine Folge)                 | らんま1/2 シャンプー豹変! 反転宝珠の禍, Shampoo's Sudden Switch - The Curse of the Contrary Jewel                      | 1993 als OVA          | Studio Deen, Kitty Film             |
| ↳ Ranma ½: Tendō-ke Scramble Christmas (eine Folge)                             | らんま1/2 天道家 すくらんぶるクリスマス, Tendo Family Christmas Scramble                                               | 1993 als OVA          | Studio Deen, Kitty Film             |
| ↳ Ranma ½: Akane vs. Ranma: Okā-san no Aji wa Atashi ga Mamoru! (eine Folge)    | らんま1/2 あかねVSらんま お母さんの味は私が守る!, Akane vs. Ranma! I’ll Be the One to Inherit Mother's Recipes!        | 1994 als OVA          | Studio Deen, Kitty Film             |
| ↳ Ranma ½: Gakuen ni Fuku Arashi! Adult Change Hinako-sensei (eine Folge)       | らんま1/2 学園に吹く嵐! アダルトチェンジひな子先生, Stormy Weather Comes to School! Growing Up With Miss Hinako        | 1994 als OVA          | Studio Deen, Kitty Film             |
| ↳ Ranma ½: Michi o Tsugu Mono (2 Folgen)                                        | らんま1/2 道を継ぐ者, The One to Carry On                                                                              | 1994 als OVA          | Studio Deen, Kitty Film             |
| ↳ Ranma ½ Special: Yomigaeru Kioku (2 Folgen)                                   | らんま1/2 SPECIAL よみがえる記憶, Reawakening Memories                                                                 | 1994 als OVA          | Studio Deen, Kitty Film             |
| ↳ Ranma ½ Special Video: Battle ga Ippai 29-nin no Korinai Yatsura (eine Folge) | らんま1/2 スペシャルビデオ バトルがいっぱい29人の懲りないやつら                                                        | 1995 als Special      | Studio Deen, Kitty Film             |
| ↳ Ranma ½ DoCo Music Video (eine Folge)                                         | らんま1/2 DoCoミュージックビデオ                                                                                       | 1995 als Special      | Studio Deen                         |
| ↳ Ranma ½ Super: Ā Noroi no Harendō! Waga Ai wa Eien ni (eine Folge)            | らんま1/2 SUPER ああ呪いの破恋洞! 我が愛は永遠に, Oh, Cursed Tunnel of Lost Love! Let My Love Be Forever               | 1995 als OVA          | Studio Deen, Kitty Film             |
| ↳ Ranma ½ Super: Jaaku no Oni (eine Folge)                                      | らんま1/2 SUPER 邪悪の鬼, Hell Hath No Fury Like Kasumi Scorned                                                        | 1995 als OVA          | Studio Deen, Kitty Film             |
| ↳ Ranma ½ Super: Futari no Akane „Ranma, Atashi o Mite!“ (eine Folge)           | らんま1/2 SUPER 二人のあかね「乱馬、私を見て!」, The Two Akanes! “Ranma, Look at Me!”                                  | 1996 als OVA          | Studio Deen, Kitty Film             |
| Rascal, der Waschbär (52 Folgen)                                                | あらいぐまラスカル, Araiguma Rascal                                                                                    | 1977 als Fernsehserie | Nippon Animation                    |
| RAVE (51 Folgen)                                                                | レイヴ | 2001 als Fernsehserie | Studio Deen                         |
| Ray (13 Folgen)                                                                 | | 2006 als Fernsehserie | Oriental Light and Magic            |
| RDG: Red Data Girl (12 Folgen)                                                  | RDG レッドデータガール                                                                                                 | 2013 als Fernsehserie | P.A. Works                          |
| RD Sennō Chōsashitsu (26 Folgen)                                                | RD 潜脳調査室, Real Drive                                                                                              | 2008 als Fernsehserie | Production I.G                      |
| Re:Zero – Starting Life in Another World (25 Folgen)                            | Re:ゼロから始める異世界生活, Re:Zero kara Hajimeru Isekai Seikatsu                                                     | 2016 als Fernsehserie | White Fox                           |
| Read or Die                                                                     | |                       |                                     |
| ↳ Read or Die (3 Folgen)                                                        | R.O.D -READ OR DIE- | 2001 als OVA          | Studio Deen                         |
| ↳ R.O.D -The TV- (26 Folgen)                                                    | R.O.D -THE TV- | 2003 als Fernsehserie | J.C.Staff                           |
| REC (10 Folgen)                                                                 | REC | 2006 als Fernsehserie | Shaft                               |
| Record of Lodoss War                                                            | |                       |                                     |
| ↳ Record of Lodoss War (13 Folgen)                                              | ロードス島戦記, Rōdosu-tō senki                                                                                        | 1990 als OVA          | Madhouse                            |
| ↳ Yōkoso Lodoss-tō e!                                                           | ようこそロードス島へ!, Yōkoso Rōdosu-tō e!                                                                             | 1998 als Kurzfilm     |                                     |
| ↳ Legend of Crystania                                                           | はじまりの冒険者たち レジェンド・オブ・クリスタニア, Hajimari no Bōkensha-tachi: Rejiendo obu Kurisutania              | 1995 als Film         |                                     |
| ↳ Legend of Crystania (3 Folgen)                                                | レジェンド・オブ・クリスタニア, Rejendo obu Kurisutania                                                                | 1996 als OVA          | Triangle Staff                      |
| ↳ Record of Lodoss War: Chronicles of the Heroic Knight (27 Folgen)             | ロードス島戦記 英雄騎士伝, Rōdosu to Senki: Eiyū Kishiden                                                              | 1998 als Fernsehserie | AIC                                 |
| Recorder to Randoseru Do (13 Folgen)                                            | リコーダーとランドセル ド♪, Rikōdā to Randoseru Do                                                                     | 2012 als Fernsehserie | Seven                               |
| ↳ Recorder to Randoseru Re (13 Folgen)                                          | リコーダーとランドセル レ♪, Rikōdā to Randoseru Re                                                                     | 2012 als Fernsehserie | Seven                               |
| ↳ Recorder to Randoseru Mi (13 Folgen)                                          | リコーダーとランドセル ミ☆, Rikōdā to Randoseru Re                                                                     | 2013 als Fernsehserie | Seven                               |
| Red Garden (22 Folgen)                                                          | レッド ガーデン | 2006 als Fernsehserie | Gonzo                               |
| ↳ Dead Girls (eine Folge)                                                       | デッドガールズ | 2007 als OVA          | Gonzo                               |
| Redline                                                                         | REDLINE | 2010 als Film         | Madhouse                            |
| Redo of Healer (12 Folgen)                                                      | 回復術士のやり直し, Keifuku Jutsushi no Yarinaoshi                                                                     | 2021 als Fernsehserie | TNK                                 |
| Regalia: The Three Sacred Stars (13 Folgen)                                     | レガリア The Three Sacred Stars, Regaria: The Three Sacred Stars                                                       | 2016 als Fernsehserie | Actas                               |
| Reideen (26 Folgen)                                                             | らいでぃーん | 2007 als Fernsehserie | Production I.G                      |
| Reikenzan: Hoshikuzu-tachi no Utage (12 Folgen)                                 | 霊剣山 星屑たちの宴 | 2016 als Fernsehserie | Studio Deen                         |
| ↳ Reikenzan: Eichi e no Shikaku (? Folgen)                                      | 霊剣山 叡智への資格 | 2017 als Fernsehserie | Studio Deen                         |
| Re-Kan! (13 Folgen)                                                             | レーカン!, Rēkan! | 2015 als Fernsehserie | Pierrot Plus                        |
| Rekka no Honō (42 Folgen)                                                       | 烈火の炎, Flame of Recca                                                                                               | 1997 als Fernsehserie | Studio Pierrot                      |
| Relife (13 Folgen)                                                              | ReLIFE | 2016 als Fernsehserie | TMS Entertainment                   |
| Renkin 3-kyū: Magical? Pokān (12 Folgen)                                        | 錬金3級 まじかる？ぽか～ん, Alchemist Grade 3: Magical Pokahn                                                          | 2006 als Fernsehserie | Remic                               |
| Rent-a-Girlfriend (12 Folgen)                                                   | 彼女、お借りします, Kanojo, Okarishimasu                                                                               | 2020 als Fernsehserie | TMS Entertainment                   |
| Rental Magica (24 Folgen)                                                       | Rental Magica, Rentaru Magika                                                                                          | 2007 als Fernsehserie | Zexcs                               |
| Remake Our Life! (12 Folgen)                                                    | ぼくたちのリメイク, Bokutachi no Rimeiku                                                                               | 2021 als Fernsehserie | feel.                               |
| Rescue Me! (eine Folge)                                                         | れすきゅーME!, Resukyū Me!                                                                                             | 2013 als OVA          | Hoods Entertainment                 |
| Rewrite (13 Folgen)                                                             | Rewrite | 2016 als Fernsehserie | Eight Bit                           |
| ↳ Rewrite (? Folgen)                                                            | Rewrite | 2017 als Fernsehserie | Eight Bit                           |
| Rideback (12 Folgen)                                                            | ライドバック, Raidobakku                                                                                               | 2009 als Fernsehserie | Madhouse                            |
| Riding Bean (eine Folge)                                                        | ライディングビーン, Raidingu Bīn                                                                                       | 1989 als OVA          | AIC, Artmic                         |
| Rinne no Lagrange (12 Folgen)                                                   | 輪廻のラグランジェ, Rinne no Raguranje                                                                                 | 2012 als Fernsehserie | Xebec                               |
| ↳ Rinne no Lagrange: Season 2 (12 Folgen)                                       | 輪廻のラグランジェ season2, Rinne no Raguranje: season2                                                                | 2012 als Fernsehserie | Xebec                               |
| ↳ Rinne no Lagrange: Kamogawa Days (eine Folge)                                 | 輪廻のラグランジェ「鴨川デイズ」, Rinne no Raguranje: Kamogawa Deizu                                                   | 2012 als OVA          | Xebec                               |
| Rio – Rainbow Gate! (14 Folgen)                                                 | Rio -Rainbow Gate!-, Rio RainbowGate!                                                                                  | 2011 als Fernsehserie | Xebec                               |
| Ristorante Paradiso (11 Folgen)                                                 | リストランテ・パラディーゾ                                                                                             | 2009 als Fernsehserie | David Production                    |
| Rizelmine (24 Folgen)                                                           | りぜるまいん | 2002 als Fernsehserie | IMAGIN, Madhouse                    |
| Robin Hood (52 Folgen)                                                          | ロビンフッドの大冒険, Robin Fuddo no Daibōken                                                                          | 1990 als Fernsehserie | Tatsunoko Production                |
| Robot Carnival (eine Folge)                                                     | ロボット・カーニバル, Robotto Kānibaru                                                                                 | 1987 als OVA          | Studio A.P.P.P.                     |
| Robot Girls Z (9 Folgen)                                                        | ロボットガールズZ, Robotto Gāruzu Z                                                                                    | 2014 als Fernsehserie | Tōei Animation                      |
| ↳ Robot Girls Z Plus (6 Folgen)                                                 | ロボットガールズZプラス, Robotto Gāruzu Z Purasu                                                                       | 2015 als Fernsehserie | Tōei Animation                      |
| Robotics;Notes (22 Folgen)                                                      | ROBOTICS;NOTES | 2012 als Fernsehserie | Production I.G                      |
| Rō-Kyū-Bu! (12 Folgen)                                                          | ロウきゅーぶ! | 2011 als Fernsehserie | Project No.9, Studio Blanc          |
| ↳ Rō-Kyū-Bu! SS (12 Folgen)                                                     | ロウきゅーぶ! SS | 2013 als Fernsehserie | Project No.9                        |
| Robotic Angel                                                                   | Metropolis | 2001 als Film         | Madhouse                            |
| Rock’n Cop (52 Folgen)                                                          | 未来警察ウラシマン, Mirai Keisatsu Urashiman                                                                           | 1983 als Fernsehserie | Tatsunoko Production                |
| Rock ’n’ Roll Kids (42 Folgen)                                                  | 愛してナイト, Aishite Night                                                                                            | 1983 als Fernsehserie | Tōei Animation                      |
| MegaMan NT Warrior (56 Folgen)                                                  | ロックマンエグゼ, Rokkuman Eguze, Rockman.EXE                                                                          | 2002 als Fernsehserie | Xebec                               |
| ↳ Rockman.EXE Axess (51 Folgen)                                                 | ロックマンエグゼAXESS, Rokkuman Eguze Axess                                                                            | 2003 als Fernsehserie | Xebec                               |
| ↳ Rockman.EXE Stream (51 Folgen)                                                | ロックマンエグゼStream, Rokkuman Eguze Stream                                                                          | 2004 als Fernsehserie | Xebec                               |
| ↳ Rockman.EXE: Hikari to Yami no Program                                        | ロックマンエグゼ 光と闇の遺産, Rokkuman Eguze: Hikari to Yami no Puroguramu                                            | 2005 als Film         | Xebec                               |
| ↳ Rockman.EXE Beast (25 Folgen)                                                 | ロックマンエグゼBEAST, Rokkuman Eguze Beast                                                                            | 2005 als Fernsehserie | Xebec                               |
| ↳ Rockman.EXE Beast+ (26 Folgen)                                                | ロックマンエグゼBEAST+, Rokkuman Eguze Beast+                                                                          | 2006 als Fernsehserie | Xebec                               |
| Rocky und seine Freunde (52 Folgen)                                             | 山ねずみ ロッキーチャック, Yama Nezumi Rokkī Chakku                                                                    | 1973 als Fernsehserie | Zuiyō Enterprise                    |
| Robby to Kerobby (52 Folgen)                                                    | ロビーとケロビー, Robī to Kerobī                                                                                       | 2007 als Fernsehserie | A-1 Pictures                        |
| Rokka: Die Helden der sechs Blumen (12 Folgen)                                  | 六花の勇者, Rokka no Yūsha                                                                                             | 2015 als Fernsehserie | Passione                            |
| Rokushin Gattai Godmars (64 Folgen)                                             | 六神合体ゴッドマーズ, Six God Combination Godmars, God Mars                                                            | 1981 als Fernsehserie | TMS Entertainment                   |
| ↳ Rokushin Gattai Godmars                                                       | 六神合体ゴッドマーズ, Six God Combination Godmars, God Mars                                                            | 1982 als Film         | TMS Entertainment                   |
| ↳ Rokushin Gattai Godmars: Jūnana-sai no Densetsu (eine Folge)                  | 六神合体ゴッドマーズ 十七歳の伝説                                                                                      | 1988 als OVA          | TMS Entertainment                   |
| Rokujōma no Shinryakusha!? (12 Folgen)                                          | 六畳間の侵略者!? | 2014 als Fernsehserie | Silver Link                         |
| The Rolling Girls (12 Folgen)                                                   | ローリング☆ガールズ, Rōringu Gāruzu                                                                                    | 2015 als Fernsehserie | Wit Studio                          |
| Romeo × Juliet (24 Folgen)                                                      | ロミオ × ジュリエット                                                                                                  | 2007 als Fernsehserie | Gonzo                               |
| Rosario + Vampire (13 Folgen)                                                   | ロザリオとバンパイア, Rosario to Vampire                                                                               | 2008 als Fernsehserie | Gonzo                               |
| ↳ Rosario + Vampire Capu2 (13 Folgen)                                           | ロザリオとバンパイアCapu2, Rosario to Vampire Capu2                                                                    | 2008 als Fernsehserie | Gonzo                               |
| Rōjin Z (eine Folge)                                                            | 老人Z | 1991 als OVA          |                                     |
| Rozen Maiden                                                                    | |                       |                                     |
| ↳ Rozen Maiden (12 Folgen)                                                      | ローゼンメイデン, Rōzen Meiden                                                                                         | 2004 als Fernsehserie | Nomad                               |
| ↳ Rozen Maiden Träumend (12 Folgen)                                             | ローゼンメイデン ~ トロイメント, Rōzen Meiden: Toroimento                                                              | 2005 als Fernsehserie | Nomad                               |
| ↳ Rozen Maiden: Ouvertüre (eine Folge)                                          | ローゼンメイデン・オーベルテューレ, Rōzen Meiden: Ōberutyūre                                                           | 2006 als Special      | Nomad                               |
| ↳ Rozen Maiden (13 Folgen)                                                      | ローゼンメイデン, Rōzen Meiden, Rozen Maiden: Zurückspulen                                                             | 2013 als Fernsehserie | Studio Deen                         |
| RS Keikaku: Rebirth Storage (eine Folge)                                        | RS計画 -Rebirth Storage-                                                                                               | 2016 als Special      |                                     |
| Rumiko Takahashi Anthology (13 Folgen)                                          | 高橋留美子劇場, Takahashi Rumiko Gekijō                                                                                | 2003 als Fernsehserie | TMS Entertainment                   |
| Run=Dim (13 Folgen)                                                             | | 2001 als Fernsehserie | Idea Factory, Digital Dream Studios |
| Rune Soldier (24 Folgen)                                                        | 魔法戦士リウイ, Mahō Senshi Louie                                                                                      | 2001 als Fernsehserie | J.C.Staff                           |
| Rurouni Kenshin (95 Folgen)                                                     | るろうに剣心 | 1996 als Fernsehserie | Studio Gallop, Studio Deen          |
| ↳ Rurōni Kenshin – Meiji Kenkaku Romantan – Ishin Shishi e no Requiem           | るろうに剣心 -明治剣客浪漫譚- 維新志士への鎮魂歌, Rurōni Kenshin – Meiji Kenkaku Romantan – Ishin Shishi e no Rekuiemu | 1997 als Film         | Studio Gallop                       |
| ↳ Rurōni Kenshin – Meiji Kenkaku Romantan – Tsuioku-hen (4 Folgen)              | るろうに剣心 -明治剣客浪漫譚- 追憶編                                                                                   | 1999 als OVA          | Studio Deen                         |
| ↳ Rurōni Kenshin – Meiji Kenkaku Romantan – Seisō-hen (2 Folgen)                | るろうに剣心 -明治剣客浪漫譚- 星霜編                                                                                   | 2001 als OVA          | Studio Deen                         |
| ↳ Rurōni Kenshin – Meiji Kenkaku Romantan – Shin Kyōto-hen (2 Folgen)           | るろうに剣心 -明治剣客浪漫譚- 新京都編                                                                                 | 2011 als OVA          | Studio Deen                         |
| Ryūgajō Nanana no Maizōkin (11 Folgen)                                          | 龍ヶ嬢七々々の埋蔵金, Nanana’s Buried Treasure                                                                         | 2014 als Fernsehserie | A-1 Pictures                        |
| Ryūsei Sentai Musumetto (13 Folgen)                                             | 流星戦隊ムスメット | 2004 als Fernsehserie | TNK                                 |